# Handebol nos Jogos Pan-Americanos de 2011
O handebol nos Jogos Pan-Americanos de 2011 foi realizado no Ginásio San Rafael em Guadalajara, México. O torneio feminino iniciou as disputas entre 15 e 23 de outubro e a competição masculina foi disputada entre 16 e 24 de outubro.
Oito equipes no masculino e oito equipes no feminino, divididas em dois grupos de quatro, participaram do torneio pan-americano. As duas melhores equipes de cada grupo avançaram as semifinais. As duas equipes piores colocadas nos grupos disputaram os jogos classificatórios de 5º a 8º lugar.

## Países participantes
Um total de dez delegações enviaram equipes para as competições de handebol. Argentina, Brasil, Chile, Estados Unidos, México e República Dominicana participaram tanto do torneio masculino quanto do feminino.
| - ARG Argentina (30) - BRA Brasil (30) - CAN Canadá (15) - CHI Chile (30) - USA Estados Unidos (30) | - MEX México (30) - PUR Porto Rico (15) - DOM República Dominicana (30) - URU Uruguai (15) - VEN Venezuela (15) |

## Calendário
| Outubro  | 13 | 14 | 15 | 16 | 17 | 18 | 19 | 20 | 21 | 22 | 23 | 24 | 25 | 26 | 27 | 28 | 29 | 30 |
| -------- | -- | -- | -- | -- | -- | -- | -- | -- | -- | -- | -- | -- | -- | -- | -- | -- | -- | -- |
| Handebol |    |    |    |    |    |    |    |    |    |    | 1  | 1  |    |    |    |    |    |    |

|  | Dia de competição |  | Dia de final |

## Medalhistas
| Evento             | Ouro | Prata | Bronze |
| ------------------ | --- | --- | --- |
| Feminino detalhes  | Eduarda Amorim Bárbara Arenhart Moniki Bancilon Francine Cararo Deonise Cavaleiro Fernanda da Silva Fabiana Diniz Alexandra Nascimento Mayara Moura Daniela Piedade Silvia Helena Pitombeira Jéssica Quintino Samira Rocha Ana Paula Rodrigues Chana Masson BRA Brasil | María Belotti Valeria Bianchi María Decilio Bibiana Ferrea Lucia Haro Valentina Kogan Antonela Mena Luciana Mendoza Manuela Pizzo María Romero Noelia Sala Luciana Salvado Silvina Schlesinger Solange Tagliavini Silvana Totolo ARG Argentina                     | Mariela Andino Mariela Céspedes Mari Colón Cari Domínguez Mileidys García Judith Granado Crisleydy Hernández Carolina López Yndiana Mateo Nancy Peña Johanna Pimentel Jessica Sierra Suleidi Suárez Yacaira Tejeda Debora Torreira DOM República Dominicana |
| Masculino detalhes | Gonzalo Carou Federico Gastón Fernández Juan Pablo Fernández Fernando García Andrés Kogovsek Damián Migueles Federico Pizarro Cristian Plati Pablo Portela Leonardo Querín Matias Schulz Diego Simonet Sebastián Simonet Juan Vidal Federico Vieyra ARG Argentina      | Leonardo Bortolini Gustavo Cardoso Fábio Chiuffa Bruno Santana Marcos Paulo dos Santos Thiagus Petrus dos Santos Jaqson Kojoroski Fernando Pacheco Filho Gil Pires Felipe Ribeiro Renato Ruy Maik Santos Ales Silva Henrique Teixeira Vinícius Teixeira BRA Brasil | Guillermo Araya Felipe Barrientos Rodolfo Cornejo Rodrigo Díaz Emil Feuchtmann Erwin Feuchtmann Harald Feuchtmann Nicolás Jofre Patricio Martínez Felipe Maurín René Oliva Marco Oneto Esteban Salinas Rodrigo Salinas Alfredo Valenzuela CHI Chile         |

## Quadro de medalhas
| Ordem | País                     | Medalha de ouro | Medalha de prata | Medalha de bronze |   |
| ----- | ------------------------ | --------------- | ---------------- | ----------------- | - |
| 1     | ARG Argentina            | 1               | 1                |                   | 2 |
|       | BRA Brasil               | 1               | 1                |                   | 2 |
| 3     | CHI Chile                |                 |                  | 1                 | 1 |
|       | DOM República Dominicana |                 |                  | 1                 | 1 |
| TOTAL | TOTAL                    | 2               | 2                | 2                 | 6 |